# Monasterio de Casbas
El monasterio de Nuestra Señora de la Gloria o monasterio de Santa María de Casbas o monasterio de Casbas se encuentra en la localidad homónima española, en la Hoya de Huesca, provincia de Huesca. Fue fundado como monasterio femenino en 1172-1173 por iniciativa de Oria de Pallars y estaba adscrito a la orden cisterciense. Está declarado Monumento Nacional y Bien de Interés Cultural. 
La última comunidad de monjas vivió en el monasterio hasta el año 2004. Anteriormente la propietaria era la Fundación Progea que adquirió el cenobio a la orden del cister. Actualmente la propiedad es de la sociedad Monasterio de Casbas SL.

## Historia
Se trata de un monasterio femenino de estilo cisterciense fundado el 15 de marzo de 1173 y dedicado a Nuestra Señora de la Gloria a iniciativa de la esposa de Arnal Mir,la condesa Oria de Pallars, y el apoyo del obispo de Huesca Esteban de San Martín.
Al poco tiempo empezó a recibir donaciones, entre las que cabe destacar las iglesias de Casbas, Labata y Torres de Alcanadre y algunas heredades en Peralta de Alcofea y otros pueblos. En 1188 el rey Alfonso II le concedió el señorío temporal y la potestad de nombrar alcaldes en los pueblos dependientes del monasterio: Casbas, Labata, Sieso, Bierge, Vaso, Bandaliés, Torres de Alcanadre y Peralta de Alcofea. Su señorío llegó a controlar 39 000 hectáreas.
En 1196 la bula papal Prudentibus virginibus de Celestino III lo adscribió a la orden cisterciense de San Benito (pasando a ser dependiente de la abadía de Morimond), lo desvinculó de la sede de Huesca y confirmó sus bienes. Fue en 1208 cuando se consagró la iglesia.
Su mayor esplendor se registró entre los siglos XVI y XVII, cuando se realizaron importantes ampliaciones a iniciativa de la abadesa Luisa de Laporta.
Con la desamortización perdió casi todas sus posesiones y con la Guerra Civil perdió la práctica totalidad de su patrimonio documental y artístico. 
El 16 de noviembre de 1979 fue declarado Monumento Nacional y el 16 de febrero de 2004 Bien de Interés Cultural. La vida de la última comunidad religiosa finalizó en el año 2004 y posteriormente fue vendido a la Fundación Progea. Hoy la nueva propietaria del monasterio es la sociedad Monasterio de Casbas SL.

### Abadesas
La primera abadesa fue Isabel, desde la fundación hasta 1182. Hubo otras significadas como Luisa de Laporta (1652-1656) o Ana Francisca Abarca de Bolea (1672-1676), esta última autora del drama pastoril en aragonésVigilia y octava de San Juan.
- Isabel (marzo 1173-julio 1182)[12]
- Catalana (1187-1204)[13]
- Catalina de Eril (1205-~1230)[14]
- Sancha Guillén de Lizana (~1235-~1240)[15]
- Sancha Guillén (~1256-~1259)[16]
- Inés de Suelves Ribas (~1259-~1264)[17]
- Urraca de Huerta (~1284-~1295)[18]
- Elvira Sánchez de Antillón (~1295-~1331)[19]
- Teresa Gombalt de Entenza (noviembre 1331-1350)[20]
- Gracia Doz (1355-1379)[21]
- Sancha Garces Doz (1379-1414)[21]
- Matea de Bardají (1414-1429)[21]
- Isabel de Urriés (1429-1455)[21]
- Isabel de Gayán (~1446-1450~)[22]
  - Isabel de Urrea (1455-1468) elegida a la fuerza[22]
- Constanza Ferrer (1450-1454)[a]
- Catalina Loys (1502-1522)[23]
- Jerónima Sanguesa (1579-1580)[23]
- Beatriz Cerdán de Escatrón y Heredia (1606-1609)[23]
- Jerónima de Azlor (1609-1615)[11]
- Mariana Fajardo y Pérez (1624-1634), última de las abadesas perpetuas.[23]
- Luisa Laporta (1652-1656) y (1660-1664)[23]
- Ángela Laporta (1668-1672)[23]
- Ana Francisca Abarca de Bolea (1672-1676)
- María Teresa Abarca de Bolea y Castro (1729-1734) y (1737-1741)[23]
- Cecilia Aguirre y Climent (1778-1782)[23]

## Arquitectura

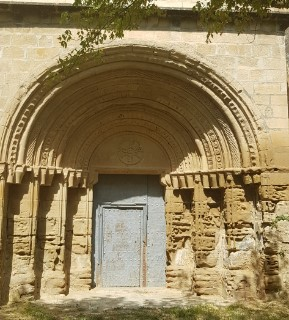
Portada románica del

El templo, de estilo románico, tiene planta de cruz latina con tres ábsides semicirculares, crucero y nave central cubierta con bóveda de cañón sobre imposta, con arcos torales. La cúpula octogonal, del crucero, se atribuye la abadesa Jerónima de Azlor (1609-1615). La portada del templo, orientada al sur, presenta tímpano decorado con crismón y once arcos de medio punto en gradación. Es románica de alrededor de 1200.
El claustro de ojivas data de los siglos XIV-XV y la sala capitular, también gótica, conserva las losas sepulcrales de alabastro de dos abadesas del siglo XIV. Pertenecen también al gótico el primitivo refectorio y la puerta de entrada al primitivo palacio abacial.
La sillería del coro alto, que se conserva en buena parte, obra del escultor Juan Bierto, se data en 1516.
En los siglos XVII y XVIII se amplió considerablemente el monasterio con un nuevo refectorio, sala capitular, palacio abacial y otras dependencias. De esta manera el total de la obra construida llegó a los 10 000 metros cuadrados.
Existió un amurallamiento del que se aprecian restos bajo la torre del homenaje, que protege la entrada al monasterio. Es medieval y fue recrecida en el barroco. A sus pies se encuentra la cárcel, ya que la abadesa tenía poder judicial sobre los territorios del cenobio.

## Interior

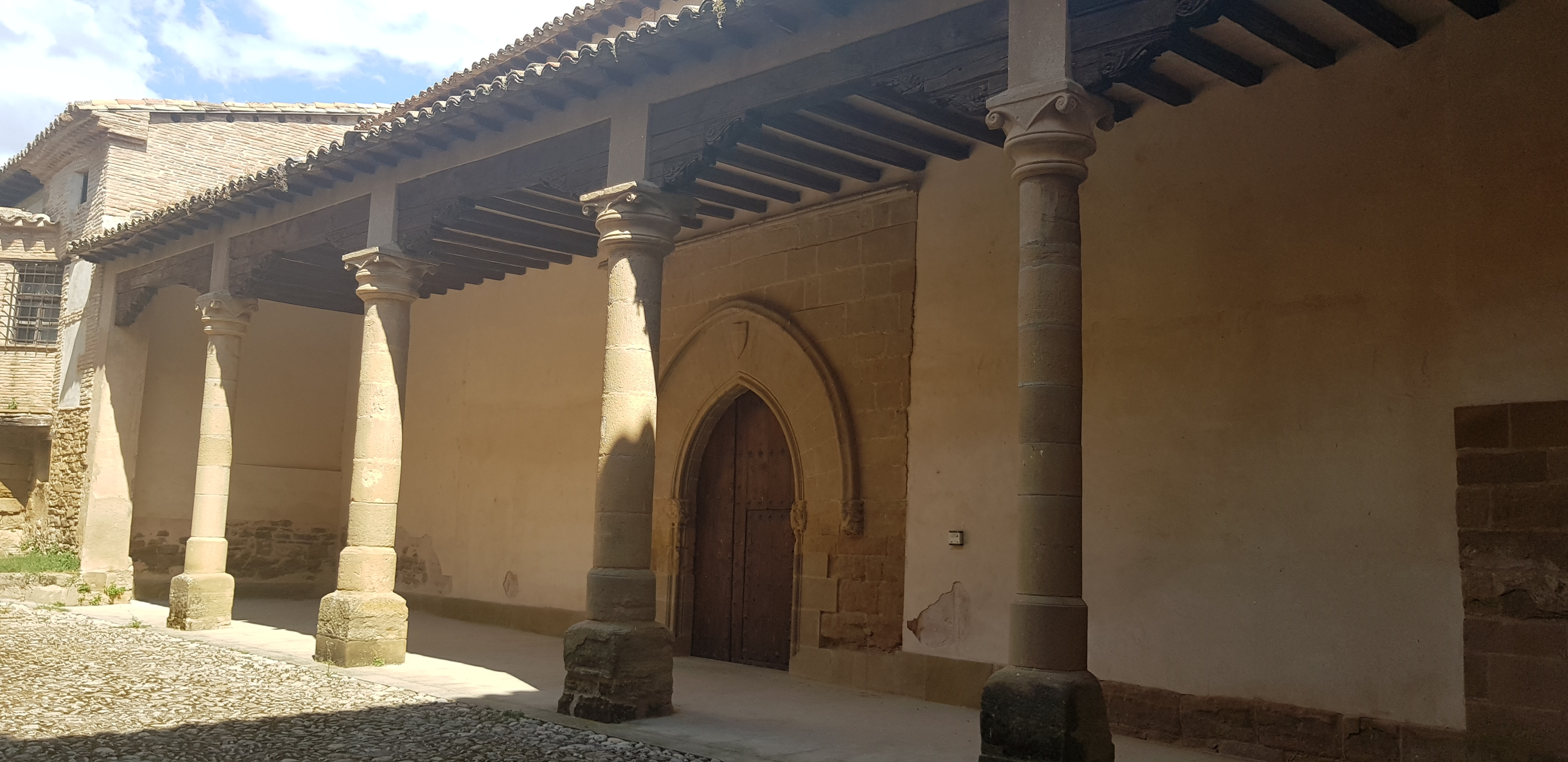
Puerta gótica de acceso al primitivo palacio abacial. Pórtico del

Con la Guerra Civil se perdió gran parte de muebles, imágenes, joyas y demás objetos de valor, como el báculo abacial, la imagen venerada de la Virgen de la Gloria, así como todo el ajuar de objetos litúrgicos. La talla románica de la Virgen era del siglo XIII y procedía del monasterio de Santa María de Gloria. 
Se conservan dos tablas del siglo XVI en el altar mayor, representando a San Bernardo de Claraval y la Virgen con el Niño, y una predela de retablo del siglo XV.
El Museo Nacional de Arte de Cataluña alberga un retablo dedicado a Santa Úrsula, obra del segundo maestro de Bierge sobre el año 1300.